# Provincias de Burundi
Burundi se divide en dieciocho provincias, cada una nombrada según su respectiva capital con la excepción de Buyumbura Rural.
Las provincias y comunas de Burundi fueron creadas el día de Navidad en 1959 por un decreto colonial belga. Reemplazaron el sistema preexistente de cacicazgos.
En 2000, la provincia que abarcaba Buyumbura se dividió en dos provincias, Buyumbura Rural y Buyumbura Mairie. La provincia más nueva, Rumonge, fue creada el 26 de marzo de 2015 a partir de partes de Buyumbura Rural y Bururi.
En julio de 2022, el gobierno de Burundi anunció una revisión completa de las subdivisiones territoriales del país. El cambio propuesto reduciría la cantidad de provincias de 18 a 5, y reduciría la cantidad de comunas de 119 a 42. El cambio necesita la aprobación de la Asamblea Nacional y el Senado para que entre en vigor.
| Provincia             | Capital   | Superficie (km2) | Población (censo 2008) | Densidad (por km2) | Comunas |
| --------------------- | --------- | ---------------- | ---------------------- | ------------------ | ------- |
| Burundi Oriental      |           |                  |                        |                    |         |
| Cankuzo               | Cankuzo   | 1 964.54         | 228 873                | 116.5              | 5       |
| Gitega                | Gitega    | 1 978.96         | 725 223                | 366.5              | 11      |
| Rutana                | Rutana    | 1 959.45         | 333 510                | 170.2              | 6       |
| Ruyigi                | Ruyigi    | 2 338.88         | 400 530                | 171.2              | 7       |
| Burundi Septentrional |           |                  |                        |                    |         |
| Karuzi                | Karuzi    | 1 457.40         | 436 443                | 299.5              | 7       |
| Kayanza               | Kayanza   | 1 233.24         | 585 412                | 474.7              | 9       |
| Kirundo               | Kirundo   | 1 703.34         | 628 256                | 368.8              | 7       |
| Muyinga               | Muyinga   | 1 836.26         | 632 409                | 344.4              | 7       |
| Ngozi                 | Ngozi     | 1 473.86         | 660 717                | 448.3              | 9       |
| Burundi Meridional    |           |                  |                        |                    |         |
| Bururi                | Bururi    | 1 644.68         | 313 102                | 190.4              | 6       |
| Makamba               | Makamba   | 1 959.60         | 430 899                | 219.9              | 6       |
| Rumonge               | Rumonge   | 1 079.72         | 352 026                | 326.0              | 5       |
| Burundi Occidental    |           |                  |                        |                    |         |
| Bubanza               | Bubanza   | 1 089.04         | 338 023                | 310.4              | 5       |
| Buyumbura Mairie      | Buyumbura | 86.52            | 497 166                | 5746.3             | 13      |
| Buyumbura Rural       | Isale     | 1 059.84         | 464 818                | 438.6              | 9       |
| Cibitoke              | Cibitoke  | 1 635.53         | 460 435                | 281.5              | 6       |
| Muramvya              | Muramvya  | 695.52           | 292 589                | 420.7              | 5       |
| Mwaro                 | Mwaro     | 839.60           | 273 143                | 325.3              | 6       |